# Улейла-дель-Кампо
Улейла-дель-Кампо (ісп. Uleila del Campo) — муніципалітет в Іспанії, у складі автономної спільноти Андалусія, у провінції Альмерія. Населення — 1015 осіб (2010).
Муніципалітет розташований на відстані близько 380 км на південь від Мадрида, 44 км на північний схід від Альмерії.
На території муніципалітету розташовані такі населені пункти: (дані про населення за 2010 рік)
- Ель-Агуадор: 1 особа
- Ла-Каналь: 93 особи
- Ла-Каса-Бланка: 32 особи
- Ла-Фуентесілья: 0 осіб
- Ель-Марчаль: 29 осіб
- Лос-Моралес: 15 осіб
- Ель-Піларіко: 4 особи
- Ель-Посіко: 8 осіб
- Ель-Рінкон: 4 особи
- Улейла-дель-Кампо: 826 осіб
- Софре: 3 особи

## Демографія
Динаміка населення (INE ):